# Skoki do wody na Letnich Igrzyskach Olimpijskich 2000 – trampolina 3 m synchronicznie mężczyzn
Trampolina 3 m synchronicznie mężczyzn – jedna z konkurencji rozgrywanych w ramach skoków do wody, podczas letnich igrzysk olimpijskich w 2000. Finał w tej konkurencji rozegrano 28 września, do niego zostało zgłoszonych 8 zespołów liczących po dwóch zawodników każdy.
Zawody w tej konkurencji wygrali reprezentanci Chin Xiao Hailiang i Xiong Ni. Drugą pozycję zajęli zawodnicy z Rosji Aleksandr Dobroskok i Dmitrij Sautin, trzecią zaś reprezentujący Australię Robert Newbery i Dean Pullar.

## Wyniki
| Miejsce | Zawodnicy                            | Państwo                  | Wynik  |
| ------- | ------------------------------------ | ------------------------ | ------ |
| 01 !    | Xiao Hailiang Xiong Ni               | Chińska Republika Ludowa | 365,58 |
| 02 !    | Aleksandr Dobroskok Dmitrij Sautin   | Rosja                    | 329,97 |
| 03 !    | Robert Newbery Dean Pullar           | Australia                | 322,86 |
| 4.      | Troy Dumais David Pichler            | Stany Zjednoczone        | 320,91 |
| 5.      | Fernando Platas Eduardo Rueda        | Meksyk                   | 317,70 |
| 6.      | Gilles Emptoz-Lacôte Frédéric Pierre | Francja                  | 310,08 |
| 7.      | Tony Ali Mark Shipman                | Wielka Brytania          | 296,64 |
| 8.      | Nicola Marconi Donald Miranda        | Włochy                   | 286,38 |